# Jakob Thorarensen
Jakob Thorarensen (* 18. Mai 1886 in Húnavatnssýsla; † 1972) war ein isländischer Schriftsteller.

## Leben
Er wuchs im nordwestlichen Teil Islands auf und war zunächst als Knecht und Fischer tätig. Er ging dann nach Reykjavík und begann dort eine Zimmermann-Lehre. 1910 wurde er Geselle und später Baumeister. Ab der Mitte der 1920er Jahre war er ausschließlich als Schriftsteller tätig, wobei er Gedichte und Erzählungen schrieb. Als Dichter orientierte er sich an der Romantik des 19. Jahrhunderts, die in Island insbesondere den isländischen Freistaat zwischen 870 und 1264 idealisierte. Er veröffentlichte zehn Sammlungen mit lyrischen Gedichten. Darüber hinaus stammen von ihm auch sechs Bände mit Erzählungen.